# Pseudoefedrina
La pseudoefedrina è un farmaco simpaticomimetico appartenente alla famiglia chimica delle 2-feniletilammine e delle anfetamine.  I sali della pseudoefedrina, come la pseudoefedrina cloridrata e la pseudoefedrina solfato, vengono utilizzati in alcuni farmaci da banco come decongestionanti nasali. Oltre che come principio attivo singolo, molto frequentemente è utilizzata in combinazione con altre molecole, come gli antistaminici oppure la guaifenesina, il destrometorfano, il paracetamolo (acetaminofene) oppure altri FANS (come l'aspirina o l'ibuprofene), al fine di ottenere un'azione combinata in medicinali utilizzati per il trattamento delle riniti e del raffreddore.
Vi si può ricorrere anche per l'azione stimolante e come agente favorente lo stato di veglia.
Nel mercato illegale è utilizzata anche come precursore di sostanze stimolanti quali la metanfetamina.

## Chimica
La pseudoefedrina è un diastereoisomero dell'efedrina ed è facilmente ridotta in metanfetamine o ossidata a metcatinone.

## Sintesi
Sebbene la pseudoefedrina si presenti naturalmente come un alcaloide in alcune specie vegetali (ad esempio, come componente che può essere estratto dalle alcune specie di ephedra (che nella medicina tradizionale cinese viene utilizzata per una preparazione nota come ma huang), nelle quali si associa ad altri isomeri dell'efedrina), la maggior parte della pseudoefedrina prodotta per l'utilizzo commerciale è derivata dalla fermentazione del lievito di destrosio in presenza di benzaldeide.
In questo processo, i ceppi di lievito specializzati (tipicamente si ricorre ad alcune varietà di Candida utilis o Saccharomyces cerevisiae) vengono aggiunti a grandi vasche contenenti acqua, destrosio e l'enzima piruvato decarbossilasi (così come avviene per le barbabietole e altre piante). 
Dopo che il lievito ha iniziato a fermentare il destrosio, la benzaldeide viene aggiunto ai tini di produzione, e in questo ambiente il lievito converte gli ingredienti nel precursore L-fenilacetilcarbinolo (L-PAC). L-PAC viene poi convertito chimicamente a pseudoefedrina tramite una reazione di amminazione riduttiva.
La maggior parte della pseudoefedrina è prodotta da case farmaceutiche commerciali in India e in Cina, dove le condizioni economiche e industriali favoriscono la produzione di massa per l'esportazione.

## Farmacodinamica
La pseudoefedrina è un'ammina simpaticomimetica. Il suo principale meccanismo d'azione si basa sulla sua azione diretta sul sistema adrenergico. La vasocostrizione indotta dalla pseudoefedrina si ritiene sia dovuta principalmente ad un'azione agonista sui recettori α-adrenergici vasali.
La pseudoefedrina agisce sui recettori α e β2-adrenergici, provocando vasocostrizione e il rilassamento della muscolatura liscia bronchiale, rispettivamente.
I recettori α-adrenergici sono localizzati nella muscolatura liscia che riveste le pareti dei vasi sanguigni. Quando questi recettori sono attivati, i muscoli si contraggono, causando una riduzione di diametro dei vasi sanguigni (vasocostrizione). La vasocostrizione comporta che una quantità inferiore di fluidi lasci i vasi sanguigni per spostarsi nello spazio extravasale a livello del naso, della gola e dei seni paranasali, il che si traduce in un ridotto stato edematoso ed infiammatorio delle membrane nasali. Contestualmente si viene a ridurre la produzione di muco. 
In questo modo, per la semplice costrizione dei vasi sanguigni, e principalmente di quelli situati nell'orofaringe e nel naso, la pseudoefedrina provoca una diminuzione dei sintomi di rinite, in particolare della congestione nasale. 
L'attivazione dei recettori β2-adrenergici produce invece il rilassamento della muscolatura liscia dei bronchi, ovvero una loro dilatazione (broncodilatazione), che in associazione alla ridotta congestione nasale, comporta un deciso miglioramento della difficoltà respiratoria.
Come molti altri sostituti delle amfetamine, la pseudoefedrina determina un rilascio di dopamina. L'efedrina, un composto racemo ad attività broncodilatatoria, ha un effetto simile.

## Farmacocinetica
A seguito di somministrazione per via orale la pseudoefedrina è rapidamente assorbita dal tratto gastrointestinale. La concentrazione plasmatica massima (Cmax) nei soggetti adulti viene raggiunta a circa 2-3 ore dall'assunzione. La molecola viene parzialmente N-demetilata nella ghiandola epatica per essere biotrasformata nel metabolita inattivo. L'eliminazione dall'organismo avviene attraverso l'emuntorio renale (la percentuale eliminata con le urine varia tra il 55 ed il 75%). L'emivita del composto viene a ridursi in modo marcato se le urine sono acidificate.
Grazie all'esistenza di formulazioni a rilascio modificato l'azione del farmaco si estende per circa 8-12 ore.

## Tossicologia
Studi sperimentali sono stati eseguiti su diversi animali (topo, ratto, cane e scimmia). Il valore della DL50 messa in evidenza nel topo è risultato superiore a 60 mg/kg peso corporeo.

## Usi clinici
La pseudoefedrina è un stimolante, ma è ben conosciuta per determinare una riduzione dell'edema delle mucose nasali, quindi viene spesso utilizzata come decongestionante. Riduce l'iperemia dei tessuti, l'edema e la congestione che è comunemente associata a diverse condizioni quali le riniti acute e subacute associate a ostruzione nasale, le riniti allergiche e vasomotorie, nonché negli stati congestizi associati al raffreddore comune.

## Effetti collaterali e indesiderati
Le reazioni avverse comunemente associate al trattamento con pseudoefedrina includono disturbi gastrointestinali (nausea, vomito, raramente colite ischemica)